# The House of Blue Light
The House of Blue Light е дванадесетият студиен албум на британската хардрок група Deep Purple, издаден през 1987 г. Това е вторият албум, който групата записва с възстановения си втори състав.

### Оригинално издание
1. Bad Attitude (Блекмор, Гилан, Глоувър, Джон Лорд) – 4:43
2. The Unwritten Law (Блекмор, Гилан, Глоувър, Иън Пейс) – 4:34
3. Call of the Wild (Блекмор, Гилан, Глоувър, Лорд) – 4:50
4. Mad Dog – 4:29
5. Black and White (Блекмор, Гилан, Глоувър, Лорд) – 3:39
6. Hard Lovin' Woman – 3:24
7. The Spanish Archer – 4:56
8. Strangeways – 5:56
9. Mitzi Dupree – 5:03
10. Dead or Alive – 4:42

### Преиздаден CD
1. Bad Attitude (Блекмор, Гилан, Глоувър, Лорд) – 5:04
2. The Unwritten Law (Блекмор, Гилан, Глоувър, Лорд, Пейс) – 4:54
3. Call of the Wild (Блекмор, Гилан, Глоувър, Лорд) – 4:48
4. Mad Dog – 4:36
5. Black and White (Блекмор, Гилан, Глоувър, Лорд) – 4:39
6. Hard Lovin' Woman – 3:25
7. The Spanish Archer – 5:32
8. Strangeways – 7:35
9. Mitzi Dupree – 5:05
10. Dead or Alive – 5:01

## Състав
- Иън Гилан – вокали, конга, хармоника
- Ричи Блекмор – китара
- Роджър Глоувър – бас, синтезатор
- Джон Лорд – орган, клавишни
- Иън Пейс – барабани